# Šerm na Letních olympijských hrách 1956
Šerm na Letních olympijských hrách 1956.

## Medailisté

### Muži
| Kategorie            | Zlato | Stříbro | Bronz |
| -------------------- | --- | --- | --- |
| Fleret - jednotlivci | Christian d'Oriola · Francie (FRA) | Giancarlo Bergamini · Itálie (ITA)                                                                                                | Antonio Spallino · Itálie (ITA)                                                                                |
| Kord - jednotlivci   | Carlo Pavesi · Itálie (ITA) | Giuseppe Delfino · Itálie (ITA)                                                                                                   | Edoardo Mangiarotti · Itálie (ITA)                                                                             |
| Šavle - jednotlivci  | Rudolf Kárpáti · Maďarsko (HUN) | Jerzy Pawłowski · Polsko (POL) | Lev Kuzněcov · Sovětský svaz (URS)                                                                             |
| Fleret - družstvo    | Itálie (ITA) · Vittorio Lucarelli · Luigi Arturo Carpaneda · Manlio Di Rosa · Giancarlo Bergamini · Antonio Spallino · Edoardo Mangiarotti | Francie (FRA) · Bernard Baudoux · Rene Coicaud · Claude Netter · Roger Closset · Christian d'Oriola · Jacques Lataste             | Maďarsko (HUN) · Lajos Somodi · József Gyuricza · Endre Tilli · Jozsef Marosi · Mihály Fülöp · József Sákovics |
| Kord - družstvo      | Itálie (ITA) · Giuseppe Delfino · Franco Bertinetti · Alberto Pellegrino · Giorgio Anglesio · Carlo Pavesi · Edoardo Mangiarotti           | Maďarsko (HUN) · Bela Rerrich · Ambrus Nagy · Barnabás Berzsenyi · Jozsef Marosi · József Sákovics · Lajos Balthazár              | Francie (FRA) · Yves Dreyfus · Rene Queyroux · Daniel Dagallier · Claude Nigon · Armand Mouyal                 |
| Šavle - družstvo     | Maďarsko (HUN) · Attila Keresztes · Aladár Gerevich · Rudolf Kárpáti · Jenö Hamori · Pál Kovács · Daniel Magay                             | Polsko (POL) · Zygmunt Pawlas · Jerzy Pawłowski · Wojciech Zabłocki · Andrzej Piątkowski · Marian Zygmunt Kuszewski · Ryszard Zub | Sovětský svaz (URS) · Jakov Rylskij · David Tyšler · Lev Kuzněcov · Jevgenij Čerepovskij · Leonid Bogdanov     |

### Ženy
| Kategorie            | Zlato                                   | Stříbro                        | Bronz                            |
| -------------------- | --------------------------------------- | ------------------------------ | -------------------------------- |
| Fleret - jednotlivci | Gillian Sheenová · Velká Británie (GBR) | Olga Orbánová · Rumunsko (ROU) | Renée Garilheová · Francie (FRA) |

### Přehled medailí
| Pořadí | Země                 | Zlato | Stříbro | Bronz | Celkově |
| ------ | -------------------- | ----- | ------- | ----- | ------- |
| 1.     | Itálie (ITA)         | 3     | 2       | 2     | 7       |
| 2.     | Maďarsko (HUN)       | 2     | 1       | 1     | 4       |
| 3.     | Francie (FRA)        | 1     | 1       | 2     | 4       |
| 4.     | Velká Británie (GBR) | 1     | 0       | 0     | 1       |
| 5.     | Polsko (POL)         | 0     | 2       | 0     | 2       |
| 6.     | Rumunsko (ROM)       | 0     | 1       | 0     | 1       |
| 7.     | Sovětský svaz (URS)  | 0     | 0       | 2     | 2       |